# Edward Charles Meyer
Edward Charles Meyer, ameriški general, * 11. december 1928, St. Mary’s, Pensilvanija, Pensilvanija, ZDA, † 13. oktober 2020, Arlington, Virginija, ZDA.
Med 22. junijem 1979 in 21. junijem 1983 je bil načelnik Generalštaba Kopenske vojske ZDA